# La Créole

La Créole est une opérette en trois actes composée en 1875 par Jacques Offenbach sur un livret de Millaud, avec des ajouts de Meilhac. Elle est composée la même année que La Boulangère a des écus et Le Voyage dans la lune.

## Histoire
La première de La Créole a lieu au Théâtre des Bouffes-Parisiens, Salle Choiseul, à Paris. Les costumes sont dessinés par Alfred Grévin. Bien qu'elle ait été jouée pendant plus de soixante représentations, l'opérette est reçue froidement par le public, à cause de la minceur de son sujet, et elle n'est plus reprise à Paris.
L'opérette est présentée en allemand à Vienne au Theater an der Wien et à Berlin en 1876 (sous le titre Die Creolin), puis en polonais la même année à Lemberg (Lwow), ensuite à Londres et à Bruxelles en 1877, puis en espagnol à Mexico en 1885. Cette fois adaptée sous le titre The Commodore  avec Violet Cameron, l'opérette est jouée à Londres et à New York en 1886.
Une nouvelle version plutôt éloignée de La Créole originale a été produite au Théâtre Marigny avec Joséphine Baker dans le rôle-titre, à partir du 17 décembre 1934, avec un livret modernisé par Albert Willemetz et Georges Delance et des changements dans la musique (introduction d'airs de Reynaldo Hahn et d'autres opérettes d'Offenbach).
La Créole a été montée du 13 au 18 janvier 2009 à l'Atelier lyrique de Tourcoing, sous la direction de Jean-Claude Malgoire et de novembre 2013 à janvier 2014 à l'Espace Pierre Cardin de Paris par l'association des Tréteaux lyriques sous la direction de Laurent Goossaert.
Bien qu'il n'existe pas d'enregistrement complet de cette opérette, des extraits peuvent être écoutés dans les anthologies Offenbach au menu et Entre nous. La version révisée de Willemetz et Delance (l'intrigue se passe désormais en 1843 à la Jamaïque, avec l'introduction de nouveaux personnages) a été enregistrée par l'orchestre de l'ORTF en 1961, sous la direction de Marcel Cariven, avec Aimé Doniat, Claudine Collart et Lina Dachary.

## Rôles
| Rôle                                       | Voix          | Distribution de la première, 3 novembre 1875, (Chef d'orchestre: Jacques Offenbach) |
| ------------------------------------------ | ------------- | ----------------------------------------------------------------------------------- |
| Dora, fille du gouverneur de la Guadeloupe | mezzo-soprano | Anna Judic                                                                          |
| René de Feuilles-Mortes                    | soprano       | Anna Van Ghell                                                                      |
| Antoinette                                 | soprano       | Luce Couturier                                                                      |
| Caméristes                                 | soprano       | Soll et Morena                                                                      |
| Le commandant de Feuilles-Mortes           | baryton       | Daubray                                                                             |
| Monsieur de Frontignac                     | ténor         | Henri Vanderjeught (Cooper)                                                         |
| Saint-Chamas, officier de marine           | baryton       | Lucien Fugère                                                                       |
| Notaires                                   | baryton       | Homerville et Pescheux                                                              |
| Marins, femmes, caméristes                 |               |                                                                                     |

## Argument
La Rochelle en 1685.

### Acte I
Juste avant de faire une nouvelle traversée de l'océan, le commandant Adhémar de Feuilles-Mortes  a l'intention d'arranger le mariage de sa pupille Antoinette avec son neveu René. Malheureusement Antoinette n'est pas amoureuse de René; elle préfère l'ami de René, le jeune avocat Frontignac. René, qui est mousquetaire, voudrait revoir une jeune Créole dont il est tombé amoureux au cours d'un séjour à la Guadeloupe. Mais le commandant insiste. Cependant l'amiral donne l'ordre au commandant de prendre la mer et le navire appareille rapidement; il ne retournera pas à La Rochelle avant longtemps.

### Acte II
Six mois plus tard, le commandant de Feuilles-Mortes revient de La Guadeloupe avec une nouvelle protégée à bord, Dora - la fille du gouverneur - dont il ignore qu'elle a enflammé le cœur de son neveu. Alors pour ne pas révéler la vérité, Antoinette et René font semblant d'être mariés, pendant que Frontignac fait la cour à la belle Créole. René convainc Dora de son amour et elle lui jure le sien. Le commandant tente d'unir Frontignac à Dora, mais elle refuse. Au son de trois canons, le navire doit prendre la mer. Le commandant fait monter à son bord tous les jeunes gens ainsi que des notaires, puis le navire prend le large.

### Acte III
À bord du bateau, le commandant a reçu une lettre de Duguay-Trouin qui ne doit être ouverte qu'en mer à un certain point. Lorsque le commandant s'endort au son d'une berceuse, les jeunes gens parviennent à s'emparer de la lettre et ne lui jurent de la lui rendre que s'il consent au mariage de René et de Dora. Le contrat est signé et la situation se termine par la satisfaction de tous.